# Liste der Brücken über die Promenthouse
Die Liste der Brücken über die Promenthouse enthält die Brücken der Promenthouse im Bezirk Nyon des Schweizer Kantons Waadt, vom Zusammenfluss von Cordex und Colline zwischen Coinsins and Duillier bis zur Mündung bei Prangins in den Genfersee.

## Brückenliste
12 Übergänge überqueren den Bach: Sechs Strassenübergänge, fünf Fussgängerbrücken und eine Eisenbahnbrücke.
| Bild | Name                                                         | Ort                 | Lage | Funktion                                                                                   | Konstruktion  | Material | Länge in m | Höhe m ü. M. | Bemerkungen |
| ---- | ------------------------------------------------------------ | ------------------- | ---- | ------------------------------------------------------------------------------------------ | ------------- | -------- | ---------- | ------------ | --- |
|      | Brücke bei Le Moulin (Route du Moulin / Chemin de Panlièvre) | Coinsins – Duillier |      | Strassenbrücke (zweispurig)                                                                | Balkenbrücke  | Beton    | 7          | 437          | - Balkenbrücke mit Metallgeländer und Asphaltfahrbahn - Maximale Tragfähigkeit: 3,5 t: Landwirtschaftlicher Verkehr, Öffentlicher Dienst und Lieferungen gestattet - Höchstgeschwindigkeit 80 km/h - Mountainbike-Route 3 Jura Bike (Etappe 9 Le Sentier – Nyon) - Veloland-Route 7 Jura-Route (Etappe 6 Vallorbe – Nyon) und Route 488 Route du vignoble de La Côte (Morges – Nyon) - Wanderweg |
|      | A1-Übergang                                                  | Coinsins – Duillier |      | Autobahnübergang (vierspurig) mit Pannenstreifen                                           | Bachdurchlass | Beton    |            | 435          | - Am 1. Mai 1964, pünktlich zur Landesausstellung in Lausanne, wurde der Abschnitt Genf–Lausanne der A1 eröffnet. - Höchstgeschwindigkeit 120 km/h |
|      | Brücke bei Le Frêne                                          | Coinsins – Duillier |      | Feldwegbrücke                                                                              | Balkenbrücke  | Stahl    | 9          | 427          | - Brücke mit Metall- und Holzbalkengeländer und Holzfahrbahn - Fahrverbot für Motorwagen und Motorräder: Landwirtschaftlicher Verkehr und Öffentlicher Dienst gestattet |
|      | Route de l'Etraz-Brücke                                      | Vich – Prangins     |      | Strassenbrücke (zweispurig) mit Velostreifen und Rohrleitungen an der Brückenseite 124 30b | Bogenbrücke   | Stein    | 14         | 416          | - Die Brücke wurde 1878 erbaut. - Bogenbrücke mit Metallgeländer und Asphaltfahrbahn - Höchstgeschwindigkeit 80 km/h |
|      | Wehrsteg Pont-Farbel                                         | Vich – Prangins     |      | Werkbrücke                                                                                 | Balkenbrücke  | Stahl    | 24         | 410          | - Private Brücke mit Metallgeländer, Gitterrostboden, Treppen und abschliessbaren Schranken - Wasserfassung für das Wasserwerk Avouillons. |
|      | Brücke Pont-Farbel                                           | Gland – Prangins    |      | Strassenbrücke (einspurig)                                                                 | Bogenbrücke   | Stein    | 23         | 407          | - Die Brücke wurde 1815 erbaut. Sie ist im Inventar historischer Verkehrswege der Schweiz (IVS) aufgeführt. - Brücke mit Steinbrüstung und Asphaltfahrbahn - Vortritt vor dem Gegenverkehr (Fahrtrichtung Prangins) - Dem Gegenverkehr Vortritt lassen (Fahrtrichtung Gland) - Veloland-Route 1 Rhone-Route (Etappe 7 Morges – Genève) und Route 46 Tour du Léman (Etappe 1 Genève – Morges) |
|      | SBB-Brücke                                                   | Gland – Prangins    |      | Eisenbahnbrücke (zweigleisig)                                                              | Bogenbrücke   | Stein    | 16         | 403          | - Bahnstrecke Lausanne–Genf: Die am meisten befahrene Bahnstrecke der Romandie wurde 1858 eröffnet. - Höchstgeschwindigkeit 160 km/h - Wanderland-Route 3 Alpenpanorama-Weg (Etappe 27 Aubonne – Nyon) und Route 114 Sentier des Toblerones (Bassins – Nyon) unterqueren die Brücke auf der linken Seite. Der schmale Weg ist bei Hochwasser unpassierbar. |
|      | Route Cantonale-Brücke (Route Suisse / Route de Lausanne)    | Gland – Prangins    |      | Strassenbrücke (zweispurig) mit Velostreifen und Trottoir 1a                               | Bogenbrücke   | Stein    | 35         | 392          | - Die Brücke wurde 1764/65 erbaut. Sie ist im Inventar historischer Verkehrswege der Schweiz (IVS) aufgeführt. - Brücke mit Metallgeländer und Asphaltfahrbahn - Das Trottoir hat getrennte Verkehrsflächen für Velos und Fussgänger. - Höchstgeschwindigkeit 80 km/h - TPN-Busline 811 (Coppet – Nyon – Gland) - Wanderland-Route 4 ViaJacobi (Etappe 18 Rolle – Coppet) - Ein Wanderweg unterquert die Brücke auf der linken Seite. Der schmale Weg ist bei Hochwasser unpassierbar. - Die Brücke befindet sich beim Kraftwerk Avouillons. Das Kleinwasserkraftwerk produziert Elektrizität für die Gemeinden Begnins, Coinsins, Duillier, Gland, Prangins und Vich. - Ca. 300 m nordöstlich befindet sich die Festungslinie Tobleroneweg mit Villa Rose. Sie ist ein regional geschütztes Kulturgut. Der Infanteriebunker Villa Rose war eine Sperrstelle. |
|      | Messstation-Steg                                             | Gland – Prangins    |      | Werkbrücke                                                                                 | Balkenbrücke  | Stahl    | 10         | 392          | - Brücke mit Metallgeländer und Gitterrostboden - Die hydrometrische Messstation Promenthouse – Gland, Route Suisse (2493) des Bundesamts für Umwelt (BAFU) steht auf Privatareal und ist videoüberwacht. |
|      | Golf Impérial-Steg                                           | Prangins            |      | Golfcartbrücke                                                                             | Bogenbrücke   | Holz     | 10         | 380          | - Verbot für Fussgänger - Der Übergang kann mit Golfcarts auf dem privaten Golfplatz überquert werden. |
|      | Golf Impérial-Steg                                           | Prangins            |      | Fussgängerbrücke                                                                           | Bogenbrücke   | Holz     | 9          | 376          | - Fahrverbot für Velos - Achtung Golfkurs, bitte auf dem Fussweg bleiben - Wanderland-Route 3 Alpenpanorama-Weg (Etappe 27 Aubonne – Nyon) und Route 114 Sentier des Toblerones (Bassins – Nyon) - Der Übergang befindet sich auf dem Golfplatz Domaine Impérial. - Auf dem Golfplatz gilt eine Hundeleinenpflicht. |
|      | Route de Promenthoux-Brücke                                  | Prangins            |      | Strassenbrücke (zweispurig)                                                                | Balkenbrücke  | Beton    | 19         | 375          | - Brücke mit Metallgeländer und Asphaltfahrbahn - Private Zufahrt zur Villa Prangins. Sie ist ein regional geschütztes Kulturgut. |